# کلاته میرزا (خوسف)
کلاته میرزا یک روستا در ایران است که در دهستان جلگه ماژان شهرستان خوسف واقع شده‌است. کلاته میرزا ۱۳ نفر جمعیت دارد.